# Péter Tóth
Péter Tóth (Budapest, 12 luglio 1882 – Budapest, 28 febbraio 1967) è stato uno schermidore ungherese, vincitore di due medaglie d'oro nella scherma ai giochi olimpici. Ha vinto anche una medaglia di bronzo ai giochi intermedi di Atene del 1906 (non riconosciuti dal CIO).